# هيساشي ايماي
هيساشي ايماي (باليابانية: 今井寿؛ بالكانا: いまい ひさし) هو ملحن وعازف قيثارة ومغني وكاتب أغاني وشاعر ياباني، ولد في 21 أكتوبر 1965 في فوجيوكا في اليابان.

## وصلات خارجية
- الموقع الرسمي
- هيساشي ايماي على موقع ميوزك برينز (الإنجليزية)
- هيساشي ايماي على موقع ديسكوغز (الإنجليزية)